# Фонфред, Анри
Анри́ Жан Этье́н Бойе́-Фонфре́д, известный как Анри Фонфред (фр. Henri Jean Étienne Boyer-Fonfrède; 21 февраля 1788, Бордо — 23 июля 1841, Бордо) — французский оратор, экономист и публицист.

## Биография и деятельность
Старший сын жирондиста Жана-Батиста Фонфреда (1766—1793), голосовавшего за смерть короля, и Jeanne Justine Ducos (1767—1820).
В 1815 году как сын «цареубийцы» выслан из страны Людовиком XVIII, но смог вернуться в Бордо уже в 1816 году. Журналист и главный редактор газеты «La Tribune» в Бордо; основал там же газеты «Indicateur de Bordeaux» (1826) и «Courrier de Bordeaux» (1837).
Защищал июльское правительство 1830 года с такой же энергией, с какой раньше боролся против Реставрации.

## Издания
Написал:
- «Réponse à la brochure de M. de Chateaubriand intitulée: De la Nouvelle Proposition relative au bannissement de Charles X et de sa famille» (Париж, 1831);
- «Du Gouvernement du roi et des limites constitutionnelles de la prérogative parlementaire» (П., 1839) и др. ;
- полное собрание сочинений Фонфреда вышло в 1841 году (П. и Бордо).